# Benjamin Heimlich
Benjamin Heimlich ist ein deutscher
Wirtschaftsjournalist.

## Leben
Er absolvierte sein Volontariat bei Müller Medien in Nürnberg. Im Sommer 2012 stieg er als Redakteur beim VentureCapital Magazin ein. Zum Jahreswechsel 2014/2015 übernahm er als Nachfolger von Susanne Gläser die Redaktionsleitung und bestimmt seither die inhaltliche Ausrichtung des Magazins. Er beschäftigt sich derzeit mit der gesamten Bandbreite des außerbörslichen Eigenkapitals, von Seed- und Start-up-Finanzierung über Later Stage Investing bis hin zu Buy-outs.